# Black Sabbath
Black Sabbath a fost formație britanică de heavy metal, numărându-se printre pionierii genului. Formația, care a fost înființată în 1968, la Birmingham, este considerată a fi cea mai influentă din Heavy Metal. Formula originală a trupei era Ozzy Osbourne (voce), Tony Iommi (chitară), Geezer Butler (bas) și Bill Ward (baterie), formulă care există și în prezent (2015), deși, de-a lungul timpului, au avut loc multe schimbări de componență.
Black Sabbath continuă să aibă o influență dominantă în heavy metal, gen pe care, de altfel, l-a creat. VH1's 100 Greatest Artists of Hard Rock a clasat grupul pe locul al II-lea, după Led Zeppelin.
Pe 9 noiembrie 2011, membrii originali ai grupului au anunțat reuniunea și înregistrarea unui nou album.

## Componență
Membrii actuali
- Ozzy Osbourne - voce, muzicuță (1969–79,1985, 1997-2016 died 2025)
- Tony Iommi - chitară (1969-2016)
- Geezer Butler - chitara bas (1969–1984, 1985, 1990–1994, 1997-2016)
- Bill Ward - baterie (1969–1980, 1983, 1984, 1985, 1994, 1997–98, 1998-2016)